# Windsor (Regno Unito)
Windsor (IPA: di solito /ˈwɪnzə/, ma anche /ˈwɪndzə/) è una cittadina e un centro turistico del Royal Borough of Windsor and Maidenhead del Berkshire, Inghilterra. È conosciuta principalmente come luogo in cui sorge il Castello di Windsor.
La città si trova a 34 km a ovest di Charing Cross. Si trova a sud del Tamigi, che forma il confine con Eton. Il villaggio di Old Windsor, situato poco più di tre chilometri a sud, risale a circa 300 anni prima della città di Windsor; nel passato Windsor era formalmente chiamata New Windsor per distinguere i due centri abitati.

## Storia

### Periodo medievale
Windsor è stata menzionata la prima volta delle Cronache anglosassoni. Il nome proviene dall'antico inglese Windles-ore, o 'argano presso il fiume', insediamento reale, oggi chiamato Old Windsor, situato a circa 5 km dalla città moderna. Dopo il 1086, probabilmente durante il regno di Enrico I d'Inghilterra, la residenza reale si spostò a circa 5 km verso la sorgente del fiume presso il castello costruito in legno, presso il castello Anglosassone di Clewer. Nel 1121 re Enrico I sposò qui la sua seconda moglie. L'insediamento di Old Windsor si trasferì verso questa Nuova Windsor durante il XII secolo, anche se i progetti per la chiesa, la piazza del mercato, il ponte e l'ospedale dei lebbrosi furono effettuati solo nel 1170, a seguito dell'anarchia del regno di Stefano. Nello stesso periodo, il castello fu ricostruito in pietra.
La città di Windsor, come antica sede della Corona, fu un insediamento privilegiato sin dall'inizio, in quanto possedeva i diritti di città libera, per i quali le altre nuove città dovevano pagare tasse al re. Si svolsero commerci sin dal XIII secolo e, con il patrocinio reale, fu resa capitale della contea alla fine del XIII secolo. Il re aveva interesse che le proprie città fossero economicamente avanzate in un'epoca in cui molte nuove città fallivano. A Windsor fu assegnato lo status di città reale da Edoardo I nel 1277.
Nuova Windsor fu una città significativa a livello nazionale nel Medioevo, certamente una delle cinquanta città più ricche della nazione. La sua prosperità giungeva dalla stretta associazione con la casa reale. I ripetuti investimenti sul castello portarono da Londra mercanti e artigiani verso Windsor, e fornirono impiego agli abitanti. Lo sviluppo del castello sotto Edoardo III (1350-1368), ad esempio, fu il più grande progetto del secolo nell'Inghilterra del Medioevo e molti abitanti di Windsor lavorarono proprio sul progetto del castello. Enrico III, cento anni prima, spese per il Castello di Windsor più che verso ogni altro progetto, risparmiando sulla ricostruzione di Westminster Abbey. È interessante notare che, diversamente da altre città, la Morte Nera (dal 1348), nonostante avesse ridotto la popolazione di Windsor della metà, non fece declinare la città. Windsor certamente soffrì durante la Morte Nera e più di un terzo della popolazione morì, ma si verificarono ondate migratorie da ogni parte del Paese e anche dall'Europa continentale, per beneficiare delle spese reali al castello. Il poeta Geoffrey Chaucer lavorò al Castello come Commesso dei Lavori nel 1391.
Lo sviluppo del castello continuò nel XV secolo; Windsor divenne un grande centro di pellegrinaggio, particolarmente per gli abitanti della capitale. I pellegrini giungevano per toccare la tomba di Enrico VI, che era stato assassinato, per vedere i frammenti della Vera Croce nella nuova cappella di San Giorgio (1480), e anche per visitare il collegio dedicato a Maria Vergine (1449) a Eton (oggi chiamato Eton College). I pellegrini arrivavano con consistenti somme di denaro da spendere; c'erano oltre 29 locande a Windsor per accoglierli, pertanto la città divenne molto prosperosa. Per i pellegrini di Londra, Windsor era probabilmente seconda in importanza solo rispetto a Canterbury e alla tomba di San Thomas Becket. Enrico VIII fu seppellito nella cappella di San Giorgio (1547), vicino al corpo di Jane Seymour, la madre del suo unico figlio legittimo, Edoardo (poi Edoardo VI). Enrico, il fondatore della Chiesa d'Inghilterra, potrebbe aver voluto beneficiare dalla corrente di pellegrini cattolici che giungevano alla città; il suo testamento dà infatti questa impressione.

### Il periodo dei Tudor e degli Stuart
La città iniziò a stagnare circa dieci anni dopo la Riforma protestante. Il castello era considerato di vecchio stile e le tombe solo superstizione. Il primo periodo dell'età moderna segnò un forte contrasto con quello medievale nella città. Molte testimonianze d Windsor nel XVI e XVII secolo narrano della sua povertà, delle strade impraticabili e delle case fatiscenti. La commedia di William Shakespeare "The Merry Wives of Windsor" (Le allegre comari di Windsor) è ambientata a Windsor e contiene molti riferimenti a parti della città e della campagna circostante. Shakespeare ha sicuramente camminato per le strade della città, presso il castello e il fiume, come molte persone fanno ancora oggi. La commedia è stata probabilmente scritta nella Garter Inn, oggi parte del Harte and Garter Hotel, situato di fronte al castello. Era la sede del New Model Army e la guarnigione del castello era diretta dal Colonnello Venn durante la guerra civile inglese. Nonostante la sua dipendenza reale, come molti altri centri commerciali, Windsor era una città parlamentare. Carlo I fu seppellito senza cerimonia nella cappella di San Giorgio dopo la sua esecuzione capitale al Palazzo di Whitehall nel 1649. L'attuale municipio, costruito nel 1680, sostituì un antico palazzo del mercato, che era stato costruito nello stesso luogo nel 1580, come anche il vecchio municipio, che era stato costruito nel 1370. La diminuzione del numero dei palazzi pubblici è indice del declino della città.

### Periodi georgiano e vittoriano
Nel 1778 ci fu una ripresa della presenza reale, con Giorgio III. Questo fece riprendere lo sviluppo di Windsor, con la costruzione di due caserme per le guarnigioni. Il gran numero di soldati, comunque, portò a un grave problema di prostituzione dagli anni '30 del XIX secolo, in una città in cui il numero delle strade era cambiato di poco dal 1530. Lo sviluppo del castello nel secolo successivo, l'arrivo delle due ferrovie nel 1849 e la residenza della Regina Vittoria dal 1840 segnalarono i cambiamenti più drammatici nella storia della città, che fu catapultata direttamente da "città medievale" a centro dell'Impero britannico, in quanto molte teste coronate europee giunsero a Windsor per visitare la Regina nel XIX secolo. sfortunatamente, lo sviluppo eccessivo della Windsor medievale causò la distruzione della città vecchia, inclusa l'antica chiesa di San Giovanni Battista nel 1820 (la chiesa risaliva al 1180).

### Conclusioni
Lo sviluppo della maggioranza delle attuali strade della città risale alla metà del XIX secolo. La strada principale, Peascod Street, è invece molto antica: risale a prima della costruzione del castello e potrebbe essere addirittura di origine romana. Rispetto ad essa, quindi, il castello millenario, anche se il più grande e quello da più a lungo utilizzato d'Europa, risulta di più recente sviluppo. La storia dell'origine della città, prima della costruzione del castello, è sconosciuta; la maggior parte degli storici sostiene erroneamente che la città non abbia avuto storia prima del 1086. Nuova Windsor mutò ufficialmente il nome in Windsor nel 1974.

## Economia

### Turismo

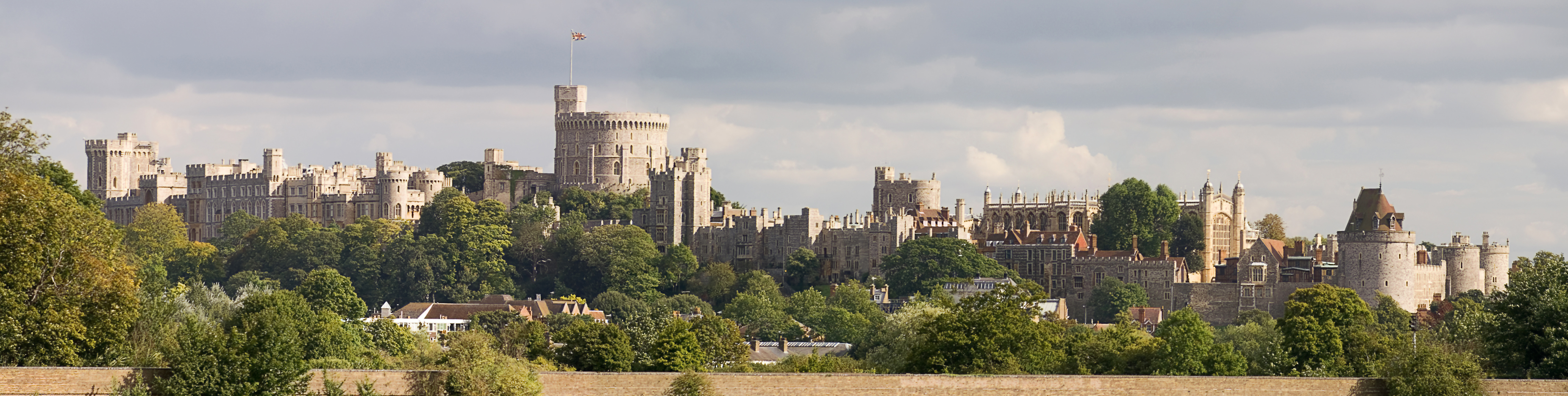
Il castello di Windsor

Windsor è una popolare destinazione turistica ed è il luogo in cui sorge il Castello di Windsor, una delle residenze della Famiglia Reale Britannica. Il castello fu inizialmente stabilito da Re Guglielmo I d'Inghilterra, ma è stato modificato e ingrandito pesantemente nei secoli successivi.
Essendo sede della residenza reale, Windsor ha quindi comodità che di solito si trovano in città più grandi: due stazioni ferroviarie, un teatro e molti hotel. La città ospita anche Legoland, costruita nel luogo del Parco Safari di Windsor.

## Infrastrutture e trasporti

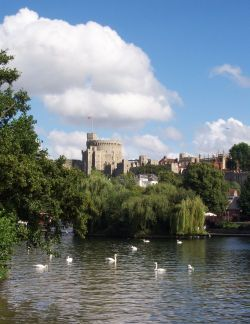
Il castello di Windsor e il Tamigi dai Brocas Meadows a Eton

Windsor è raggiungibile dalla J6 dell'autostrada M4 e anche da Slough attraverso una strada di 5 km.
Windsor possiede due stazioni ferroviarie. Dalla "Windsor and Eton Central station" parte la breve linea per Slough, dove fermano i treni verso Londra Paddington o verso ovest per Maidenhead e Bristol. La "Windsor and Eton Riverside railway station" eroga il servizio verso Londra Waterloo. Entrambe le stazioni furono costruite nello stesso periodo nel XIX secolo, dato che entrambe le compagnie ferroviarie che possedevano le linee volevano portare la Regina Vittoria a Windsor: la prima linea che avesse aperto, avrebbe ottenuto il privilegio del trasporto della sovrana.
Windsor è collegata alla città di Eton (situata sulla riva opposta del Tamigi) dal Ponte di Windsor. In origine era un ponte molto trafficato dal traffico stradale, mentre oggi è solo un ponte pedonale e ciclabile. A sud della città c'è il Grande Parco di Windsor e le città di Old Windsor, Egham e Virginia Water.
Windsor sorge sulla Strada 4 della Rete Nazionale Ciclistica (Londra-St David's). Le principali vie di accesso che servono la città hanno piste ciclabili affiancate, o percorsi ciclabili alternativi riservati.

## Politica

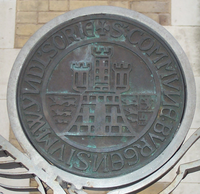
Stemma di Windsor

La città fa parte del Royal Borough of Windsor and Maidenhead, amministrato da un'autorità unificata eletta. Il sindaco è il Consigliere Leo Walters (Conservatore, anche se nel suo ruolo è politicamente neutro).
L'attuale membro del Parlamento per il collegio di Windsor (che include anche le piccole città circostanti, come Eton e Datchet) è Adam Afriyie (Conservatore), eletto nelle elezioni generali del 2005. Afriyie è conosciuto per essere il primo membro del Parlamento nero conservatore.